# William Milnor

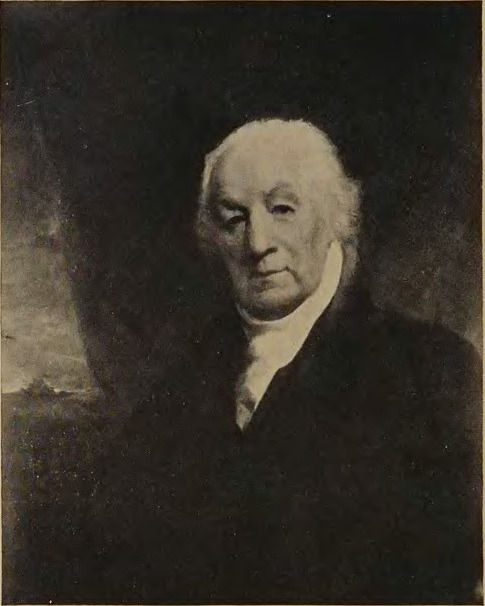
William Milnor

William Milnor (* 26. Juni 1769 in Philadelphia, Province of Pennsylvania; † 13. Dezember 1848 in Burlington, New Jersey) war ein US-amerikanischer Politiker. Zwischen 1807 und 1822 vertrat er mehrfach den Bundesstaat Pennsylvania im US-Repräsentantenhaus.

## Werdegang
William Milnor genoss eine akademische Ausbildung und arbeitete danach in Philadelphia im Handel. Gleichzeitig schlug er als Mitglied der Föderalistischen Partei eine politische Laufbahn ein. Bei den Kongresswahlen des Jahres 1806 wurde er als Kandidat seiner Partei im zweiten Wahlbezirk von Pennsylvania in das US-Repräsentantenhaus in Washington, D.C. gewählt, wo er am 4. März 1807 die Nachfolge von Frederick Conrad antrat. Nach einer Wiederwahl konnte er bis zum 3. März 1811 zwei Legislaturperioden im Kongress absolvieren. Von 1809 bis 1811 war er Vorsitzender des Committee on Accounts.
Zwischen 1815 und 1817 sowie nochmals von 1821 bis 1822 vertrat Milnor den ersten Distrikt seines Staates im Kongress. Am 8. Mai 1822 trat er von seinem Mandat zurück. In den Jahren 1829 und 1830 war er Bürgermeister von Philadelphia. Er starb am 13. Dezember 1848 in Burlington.